# LSM8
LSM8 (англ. LSM8 homolog, U6 small nuclear RNA associated) – білок, який кодується однойменним геном, розташованим у людей на короткому плечі 7-ї хромосоми. Довжина поліпептидного ланцюга білка становить 96 амінокислот, а молекулярна маса — 10 403.
| 10         |  | 20         |  | 30         |  | 40         |  | 50         |
| ---------- |  | ---------- |  | ---------- |  | ---------- |  | ---------- |
| MTSALENYIN |  | RTVAVITSDG |  | RMIVGTLKGF |  | DQTINLILDE |  | SHERVFSSSQ |
| GVEQVVLGLY |  | IVRGDNVAVI |  | GEIDEETDSA |  | LDLGNIRAEP |  | LNSVAH     |

A: Аланін

D: Аспарагінова кислота

E: Глутамінова кислота

F: Фенілаланін

G: Гліцин

H: Гістидин

I: Ізолейцин

K: Лізин

L: Лейцин

M: Метіонін

N: Аспарагін

P: Пролін

Q: Глутамін

R: Аргінін

S: Серин

T: Треонін

V: Валін

Кодований геном білок за функцією належить до рибонуклеопротеїнів. 
Задіяний у таких біологічних процесах, як процесинг мРНК, сплайсинг мРНК, ацетилювання. 
Білок має сайт для зв'язування з РНК. 
Локалізований у ядрі.